# کازوکی اوموری
کازوکی اوموری (انگلیسی: Kazuki Ōmori; ۳ مارس ۱۹۵۲ – ۱۲ نوامبر ۲۰۲۲) کارگردان فیلم، فیلم‌نامه‌نویس، پزشک، استاد، بازیگر، و مجری رادیو اهل ژاپن بود.